# 多奈川発電所
多奈川発電所（たながわはつでんしょ）は、大阪府泉南郡岬町にあった関西電力の火力発電所。

## 概要
1950年ごろから関西電力が計画を立てはじめた。1953年に世界銀行が日本の戦後復興のために2150万ドルを利率5%、償還期限20年で関西電力に貸し付け、建設が始まった。1956年に1号機が運転を開始、4号機までが建設された。当初は石炭専焼だったが、のちに重油専焼に転換した。老朽化に伴い2001年に廃止された。跡地では工業用砥石製造業のニューレジストン株式会社が操業しているほか、ベアリング部品製造業の株式会社センヨーの進出や関西電力を中心とした特別目的会社による蓄電所の建設が計画されている。

## 廃止された発電設備
- 総出力：46.2万kW[3]

1号機（廃止）
定格出力：7.5万kW
使用燃料：重油（当初は石炭）
営業運転期間：1956年4月20日 - 2001年12月15日
2号機（廃止）
定格出力：7.5万kW
使用燃料：重油（当初は石炭）
営業運転期間：1956年11月30日 - 2001年12月15日
3号機（廃止）
定格出力：15.6万kW
使用燃料：重油（当初は石炭）
廃止時期：1963年4月12日 - 2001年12月15日
4号機（廃止）
定格出力：15.6万kW
使用燃料：重油（当初は石炭）
廃止時期：1963年10月4日 -  - 2001年12月15日